# Птичий заповедник озера Канвар
Птичий заповедник озера Канвар — расположен в округе Бегусарай штата Бихар, Индия, является крупнейшей старицей в Азии. Оно примерно в три раза больше, чем национальный парк Кеоладео.
Орнитолог Салим Али упоминает около 60 видов перелётных птиц, которые зимой прилетают из Центральной Азии, и зафиксировал около 106 видов местных птиц.
Ближайшая железнодорожная станция: Станция Бегусарай. Ближайшая автобусная остановка: Jaimanglagadh. Ближайший аэропорт: Международный аэропорт имени Джей Пракаш Нараян (англ. Jay Prakash Narayan International Airport).

## Угрозы
- Чрезмерные химические вещества, такие как фурадан[укр.], используемые для поимки птиц
- Убийство птиц
- Посягательство сельских жителей на территорию озера

## Птицы региона

### На грани исчезновения
- Бенгальский гриф (Gyps bengalensis)
- Индийский сип (Gyps indicus)

### Уязвимые
- Индийский марабу (Leptoptilos dubiu)
- Большой подорлик (Aquila clanga)
- Степная пустельга (Falco naumanni)
- Индийский журавль (Grus antigone)

### Угрожаемые
- Индийская змеешейка (Anhinga melanogaster)
- Индийский клювач (Mycteria leucocephala)
- Чернобрюхая крачка[англ.] (Sterna acuticauda)

## Галерея

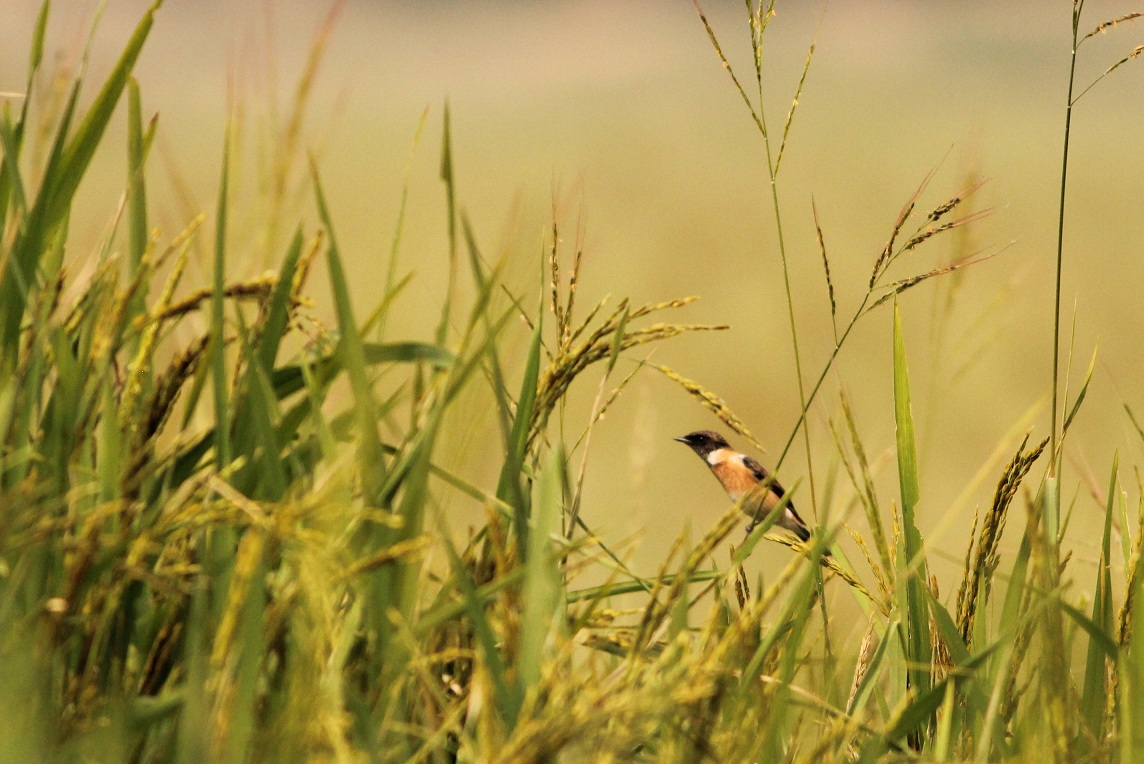
Сибирский черноголовый чекан
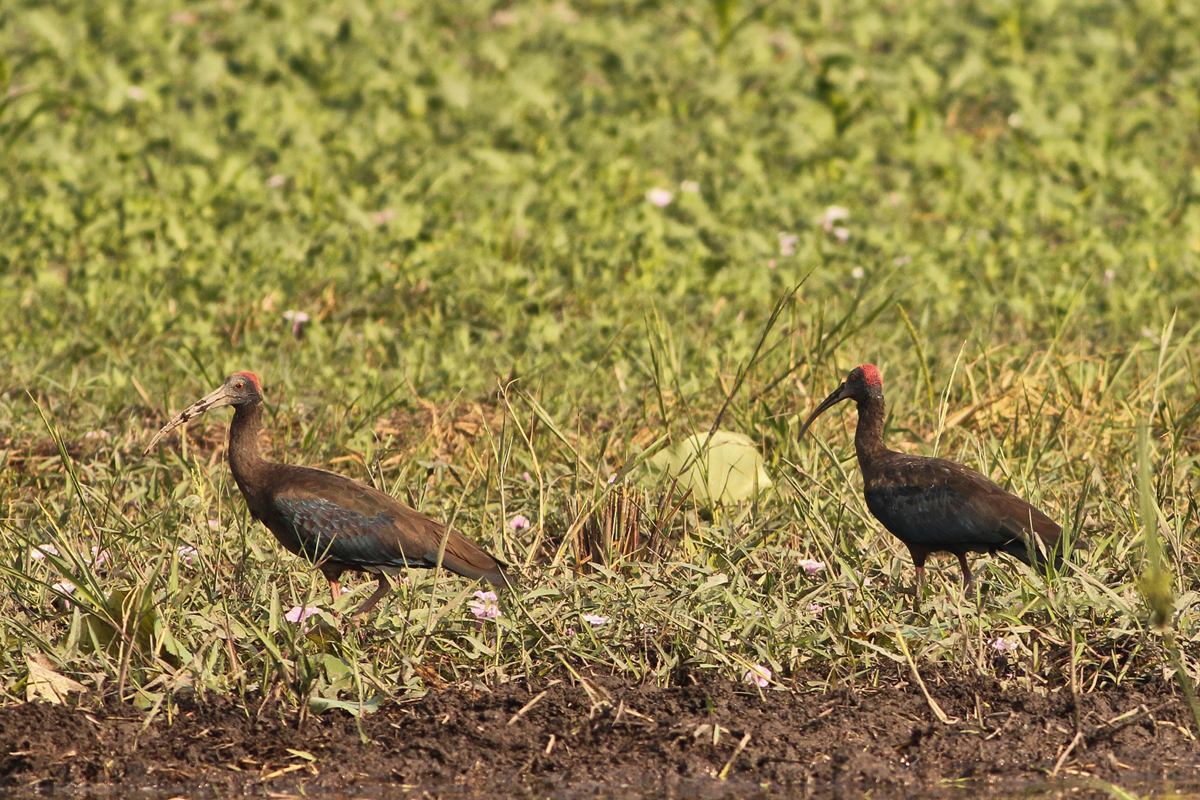
Бородавчатый ибис
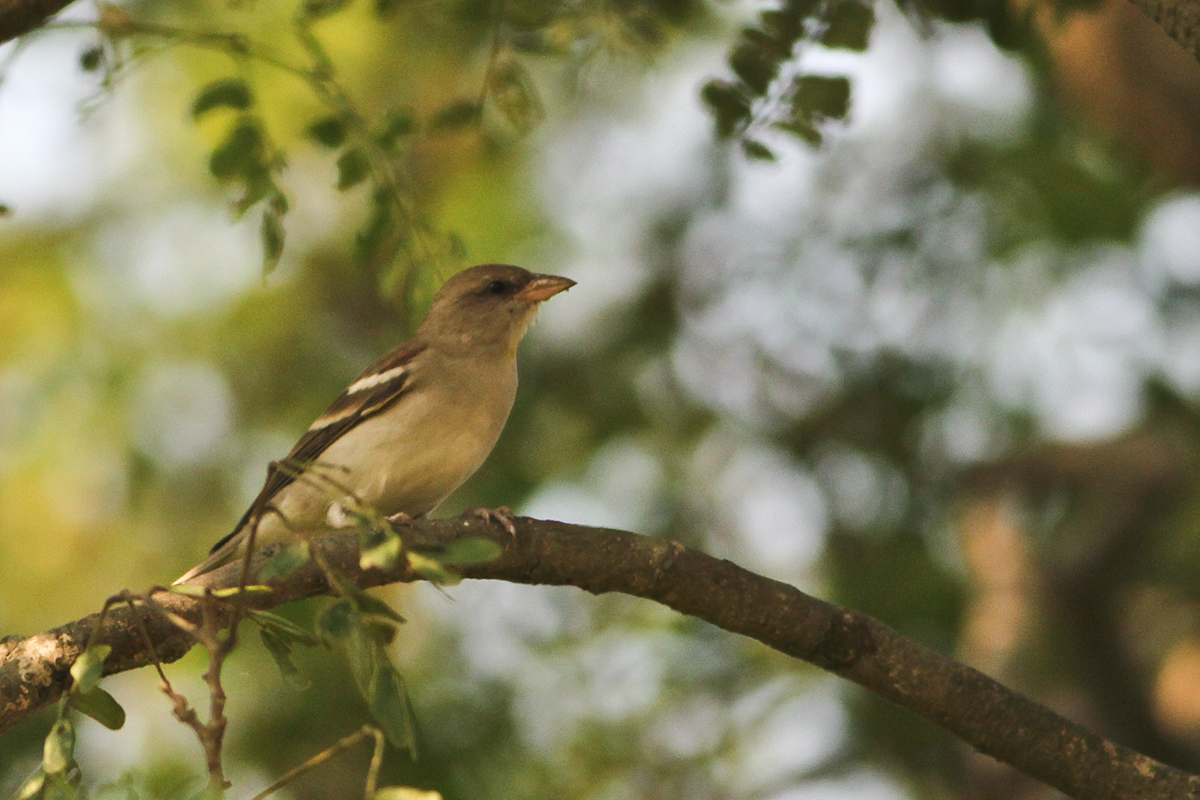
Жёлтый рубиновогорлый воробей[англ.]
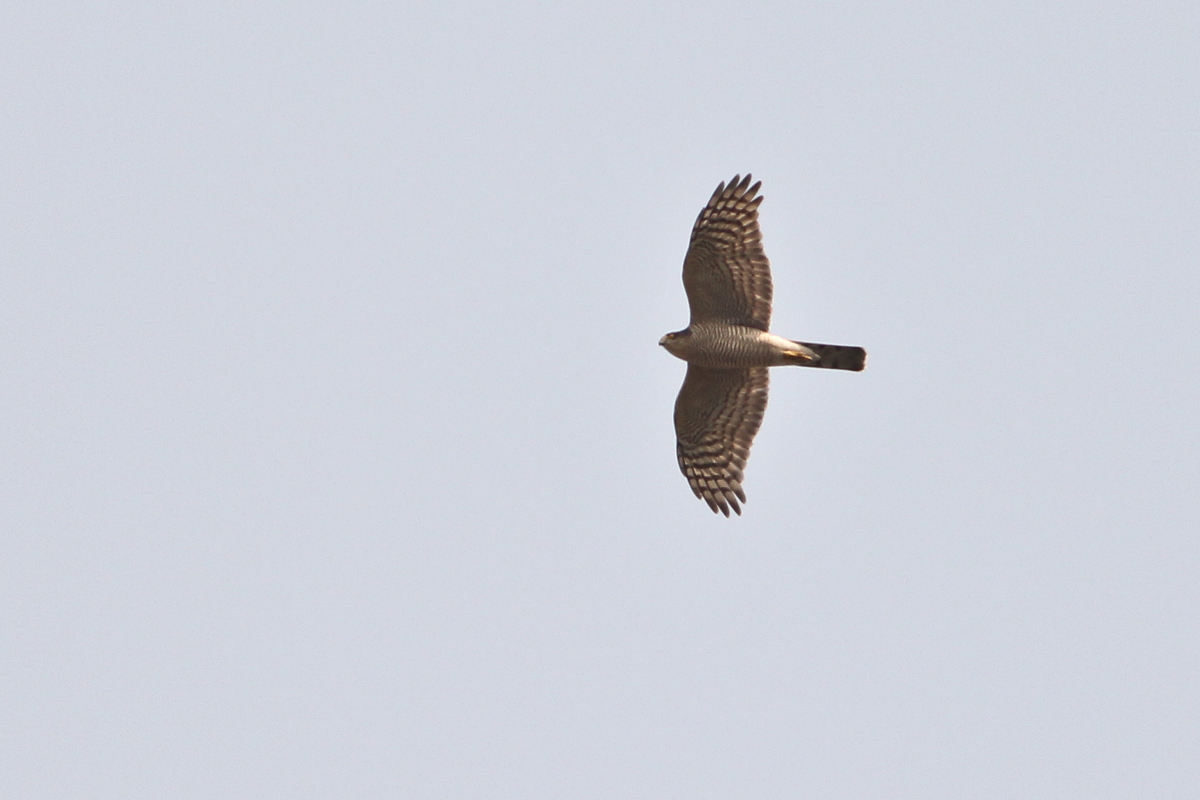
Ястреб-перепелятник